# Earls Croome
Earls Croome est une paroisse civile et un village du Worcestershire, en Angleterre.